# Бедная Лиза (мультфильм)
«Бедная Лиза» — кукольный мультфильм, снятый в 1978 году по мотивам одноимённой повести Николая Карамзина режиссёром Идой Гараниной.

## Сюжет
По мотивам повести Николая Карамзина «Бедная Лиза».
Действие фильма происходит в Москве конца XVIII века.
 В фильме рассказывается о любви бедной девушки — Лизы — и состоятельного молодого человека. Они любят друг друга, всё идёт у них хорошо до тех пор, пока молодой человек не проигрывает в карты всё своё состояние. После проигрыша он вынужден жениться, по расчёту, на богатой невесте.
 Брошенная им Лиза не может пережить разрыва и топится в озере в том парке, где она со своим бывшим возлюбленным любила гулять и была счастлива.
Фильм снят в поэтической манере, в жанре пантомимы. В нём не произносится ни одного слова.

## Съёмочная группа
| автор сценария и режиссёр     | Идея Гаранина |
| художник-постановщик          | Нина Виноградова |
| оператор                      | Александр Виханский |
| ассистент оператора           | С. Смирнов |
| композитор                    | Алексей Рыбников |
| звукооператор                 | Виктор Бабушкин |
| художники-мултпликаторы:      | Лидия Маятникова, Наталия Дабижа, Вячеслав Шилобреев, Наталья Тимофеева |
| куклы и декорации изготовили: | Владимир Аббакумов, Павел Гусев, Михаил Колтунов, Семён Этлис, Марина Чеснокова, Нина Молева (в титрах указан как Н. Андреева), Галина Филиппова, Светлана Знаменская, Мария Стрельчук, Е. Гаврилко, Екатерина Дарикович |
| под руководством              | Владимира Кима |
| скульптор                     | Юлия Сегаль |
| редактор                      | Раиса Фричинская |
| монтажёр                      | Надежда Трещёва |
| директор картины              | Глеб Ковров |

## Награды
- 1979 — ΧΙΙ Всесоюзный кинофестиваль (Ашхабад) — 1-я премия по разделу мультфильмов присуждена м/ф «Бедная Лиза».[2]